# Филак
Филак (др.-греч. Φύλακος) — в древнегреческой мифологии один из царей в Фессалии. Филак основал древний фессалийский город Филака (вариант написания Филак), который назван в честь своего основателя. Филак был сыном Деиона и Диомеды (дочери Ксуфа и Креусы).
Филак был мужем Климены (или Периклимены), их дети — Ификл, Пеант (вариант — Пой) и Алкимеда (мать Ясона), которых также называют Филакидами.
Отдал стадо коров Меламподу за исцеление своего сына. По Ферекиду, это стадо было наследством Тиро. Его священный участок в Дельфах.
- Филак старший[1] — согласно Евстафию, потомок Эола, отец Ификла и дед Филака младшего. Основал город Филака[7].

- Филак. Троянский воин, убитый Леитом[8].